# Kozodawy
Kozodawy [pronunciación en polaco: /kɔzɔˈdavɨ/] es un pueblo ubicado en el distrito administrativo de Gmina Hrubieszów, dentro del condado de Hrubieszów, voivodato de Lublin, en el este de Polonia, cerca de la frontera con Ucrania. Se encuentra a unos 8 kilómetros al sureste de Hrubieszów y a 110 kilómetros al sureste de la capital regional Lublin.
El pueblo tiene una población de 213 habitantes.